# Послы Украины в Беларуси
Чрезвычайный и Полномочный Посол Украины в Республике Беларусь — официальное название должности посла Украины в Беларуси. Сейчас послом Украины в Беларуси является Валерий Джигун.
Дипломатические отношения между Республикой Беларусь и Украиной установлены 27 декабря 1991 года. Владимир Желиба стал первым послом Украины в Беларуси, и в том же году было открыто посольство Украины в Беларуси.
Ниже приведён список послов Украины в Беларуси:
- Владимир Желиба (1992—1998)
- Анатолий Дронь (1998—2003)
- Петр Шаповал (2003—2005)
- Валентин Наливайченко (2005—2006)
- Игорь Лиховой (2006—2010)
- Роман Бессмертный (2010—2011)
- Виктор Тихонов (2011—2012)
- Михаил Ежель (2013—2015)
- Валерий Джигун[укр.] (2015—2017)
- Игорь Кизим (2017—2023)